# Данилов, Дмитрий Алексеевич (педагог)
Дми́трий Алексе́евич Дани́лов (15 ноября 1935, с. Андайбыт Нюрбинского района Якутской АССР — 23 декабря 2020, г. Якутск, Республика Саха (Якутия)) — советский и российский учёный, доктор педагогических наук, член-корреспондент РАО, заслуженный деятель науки Республики Саха (Якутия), лауреат Государственной премии РС (Я) в области науки и техники, профессор кафедры социальной педагогики педагогического института ФГАОУ ВО "Северо-Восточный федеральный университет имени М. К. Аммосова".

## Биография
Родился 15 ноября 1935 г. в с. Андайбыт Нюрбинского района Якутской АССР.
В 1943 году поступил в первый класс Андайбытской малокомплектной начальной школы. В седьмом классе учился в Егольжинской семилетней школе (в с. Егольжа), после окончания которой продолжил обучение в Нюрбинской средней школе.
В 1953 году Дмитрий поступил в педагогический институт на историческое отделение историко-филологического факультета. После окончания университета в 1957 г был направлен на работу в Жиганский район учителем истории и обществоведения. В 1960-63 гг. работал директором Нахаринской семилетней и учителем Тюнгюлюнской средней школ Мегино-Кангаласского района.
В 1963 году Дмитрий Алексеевич поступил в аспирантуру Якутского государственного университета. В 1967 году успешно защитил кандидатскую диссертацию в научно-исследовательском институте теории и истории педагогики АПН СССР (г. Москва) по теме «Организационно-педагогические проблемы общеобразовательной школы на Крайнем севере Якутской АССР».
С 1966 года работал в Якутском государственном университете, впоследствии ставшим Северо-Восточным федеральным университетом им. М. К. Аммосова, занимая должности ассистента, старшего преподавателя, доцента, профессора, заведующего кафедрой, декана педагогического факультета, директора педагогического института.
Дмитрий Алексеевич является основателем педагогического факультета ЯГУ (1981).
В 1986 году Дмитрий Алексеевич защитил докторскую диссертацию в Киевском государственном педагогическом институте им. А. М. Горького по теме «Организационно-педагогические основы развития всеобщего среднего образования в автономных республиках Сибири».
Является основателем диссертационного совета по специальности 13.00.01 — Общая педагогика, история педагогики и образования, 13.00.02 — Теория и методика обучения и воспитания, который был открыт в 1993 на базе педагогического института Якутского государственного университета и проработал вплоть до 2011 года.
Долгое время являлся заведующим кафедрой профессиональной педагогики, психологии и управления образованием педагогического института Северо-Восточного федерального университета имени М. К. Аммосова, с 2018 по 2020 год работал профессором на кафедре социальной педагогики педагогического института Северо-Восточного федерального университета имени М. К. Аммосова.

## Научная деятельность
Автор свыше 250 опубликованных научных трудов, в том числе 26 монографий, 26 учебных пособий. В них разработаны оптимальные механизмы совершенствования общего среднего образования в организационно-управленческом контексте, а также пути модернизации профессионального образования в региональных условиях Крайнего Севера и Дальнего Востока страны.
Под его научным руководством в разные годы было подготовлено 94 кандидата и 14 докторов наук.

## Основные работы
- Социально-педагогические основы организации школьной системы в автономных республиках Сибири. — Якутск: Книжное издательство, 1976;
- Сельская школа Якутии: организационно-педагогическое обеспечение. — Якутск: Книжное издательство, 1988;
- Народная педагогика и современная национальная школа. — Улан-Удэ: Бэлиг, 1993.

## Награды
- 1970 г. — награждён медалью «За доблестный труд. В ознаменование 100-летия со дня рождения В. И. Ленина».
- 1974 г. — награждён знаком «Отличник народного просвещения РСФСР».
- 1989 г. — почетное звание «Заслуженный деятель науки Якутской АССР».
- 2005 г. — Указом Президента Российской Федерации В. В. Путина награждён юбилейной медалью «60 лет Победы в Великой Отечественной войне 1941—1945 гг.»[6].
- 2005 г. — Указом Президента Республики Саха (Якутия) В. А. Штырова награждён юбилейным знаком Республики Саха (Якутия) «Ветерану Великой Отечественной войны 1941—1945 гг.» в связи с 60-летием Победы в Великой Отечественной войне 1941—1945 гг.[7]
- 2005 г. — награждён нагрудным знаком «Учитель учителей РС (Якутия)».
- 2005 г. — присуждена Государственная премия Республики Саха (Якутия) в области науки и техники за 2005 г.
- 2006 г. — присвоено звание «Почетный гражданин Нюрбинского района Республики Саха (Якутия)».
- 2006 г. — Указом Президента РФ В. В. Путина присвоено почетное звание «Заслуженный деятель науки Российской Федерации» за большие достижения научно-педагогической деятельности и за огромный вклад в подготовку высококвалифицированных специалистов государственных образовательных учреждений[8].
- 2007 г. — награждён нагрудным знаком «Почетный работник высшего профессионального образования Российской Федерации».
- 2007 г. — награждён нагрудным знаком «Отличник просвещения Российской Федерации».
- 2008 г. — награждён сертификатом Российской Академии естествознания с присвоением почетного звания «Основатель научной школы»[9].
- 2008 г. — кафедра, руководимая Д. А. Даниловым, награждена дипломом «Золотая кафедра России»[9].
- 2010 г. — награждён благодарностью Вице-президента РС (Я) Е. И. Михайловой за многолетний добросовестный труд, вклад в развитие региональной системы высшего профессионального образования, подготовку квалифицированных специалистов РС (Я).
- 2010 г. — награждён благодарственным письмом председателя Якутской городской Думы за вклад в подготовку высококвалифицированных научно-педагогических кадров в области высшего образования на территории ГО «Город Якутск».
- 2010 г. — Указом Президента Российской Федерации Д. А. Медведева награждён юбилейной медалью "65 лет Победы в Великой Отечественной войне 1941—1945 гг. ".
- 2010 г. — Указом Президента РС (Я) В. А. Штырова награждён юбилейным знаком Республики Саха (Якутия) «Ветерану Великой Отечественной войны 1941—1945 гг.» в связи с 65-летием Победы в Великой Отечественной войне 1941—1945 гг.
- 2010 г. — Указом Президента РС (Я) Е. А. Борисова награждён Знаком отличия РС (Я) «Гражданская доблесть».
- 2014 г. — присвоено звание «Почетный профессор СВФУ».
- 2015 г. — награждён нагрудным знаком «За вклад в развитие семейной политики» министерства по делам молодежи и семейной политике Республики Саха (Якутия).
- 2015 г. — награждён благодарственным письмом Президента Российской академии образования Л. А. Вербицкой.